# PT–76
A PT–76 (oroszul: ПТ – плавающий танк, magyar átírásban: plavajuscsij tank, magyarul: úszó harckocsi, a 76-os szám a beépített ágyú űrméretére utal) a Szovjetunióban az 1950-es évek elején kifejlesztett és hadrendbe állított úszó harckocsi, melyet felderítésre és tűztámogatásra alkalmaztak. Nagy mennyiségben gyártották, a Szovjetunión és a Varsói Szerződés tagállamain kívül számos más országban is elterjedt volt. A Szovjet Hadseregben 1951-ben rendszeresítették. A Magyar Néphadsereg is szolgálatba állította. A Volgográdi Traktorgyár (VTZ) és a leningrádi Kirov Gyár (LKZ) gyártotta 1953–1969 között. A páncéltestet alapul véve több más harcjárművet alakítottak ki belőle, így a PT–os alváza szolgált alapul a BTR–50 páncélozott szállító járműnek, az ASZU–85 légideszant önjáró páncéltörő lövegnek és az MT–LB könnyű páncélozott vontatónak. Több rendszeresítő országban a harckocsin alapuló saját változatot fejlesztettek ki.

## Története

### Előzmények
A második világháború előtti években a Szovjetunió rendelkezett a legnagyobb úszóharckocsi-parkkal (T–37A, T–38, T–40). Ezek a második világháború kitörésekor azonban már elavultnak számítottak, többségük pedig a háborúban elpusztult. A Szovjet Hadsereg rendelkezett ugyan úszó szállítójárművekkel, ám a tűztámogatásra is képes úszó harcjárműveket csak a háborút túlélt elavult úszó harckocsik jelentették. Az európai hadszíntér földrajzi sajátossága, a vizekkel erősen tagolt felszín miatt az 1940-es évek végére egyre erősebb igény mutatkozott a Szovjetunióban az úszóképes harcjárművek iránt. Különösen szükségessé tette ezt az a körülmény, hogy az erősödő hidegháború egyik fő hadszínterének a közép-európai térség ígérkezett.
Az úszó harckocsi kifejlesztésére tett első próbálkozás közvetlenül a második világháború után történt. 1946-ban a 112. sz. Krasznoje Szormovo gyárat bízták meg egy úszó harckocsi és egy úszóképes páncélozott szállító jármű kifejlesztésére. A Krasznoje Szormovo ugyan hajógyár volt, de a háború alatt harckocsikat is gyártottak ott, így a harcjárművekkel kapcsolatos gyártási tapasztalata is volt. Az R–39 és R–40 jelzésű járművek tervezése 1946-ban kezdődött el, a prototípusok pedig 1948-ra készültek el. A járművek a vízben kiereszthető hajócsavarral közlekedtek, a kormányzásra pedig hagyományos kormánylapát szolgált. A harcjárművek az elvégzett tesztek alapján igen rossz teljesítményt mutattak. A járművek a háború előtti úszó harckocsik és harcjárművek képességeit nem haladták meg. Gyenge volt a páncélzatuk, rossz volt a vízben a stabilitásuk, alacsony a sebességük. Az R–39 harckocsi ráadásul a próbák során egy alkalommal elsüllyedt. A sikertelenségek hatására a Krasznoje Szormovo gyárban felhagytak az úszó harcjárművek fejlesztésével, ráadásul az úszó harckocsik programját kitüntetett figyelemmel kísérő Sztálin elégedetlensége nyomán felelősségre vonásra is sor került (leváltották a gyár igazgatóját és a főkonstruktőrt).

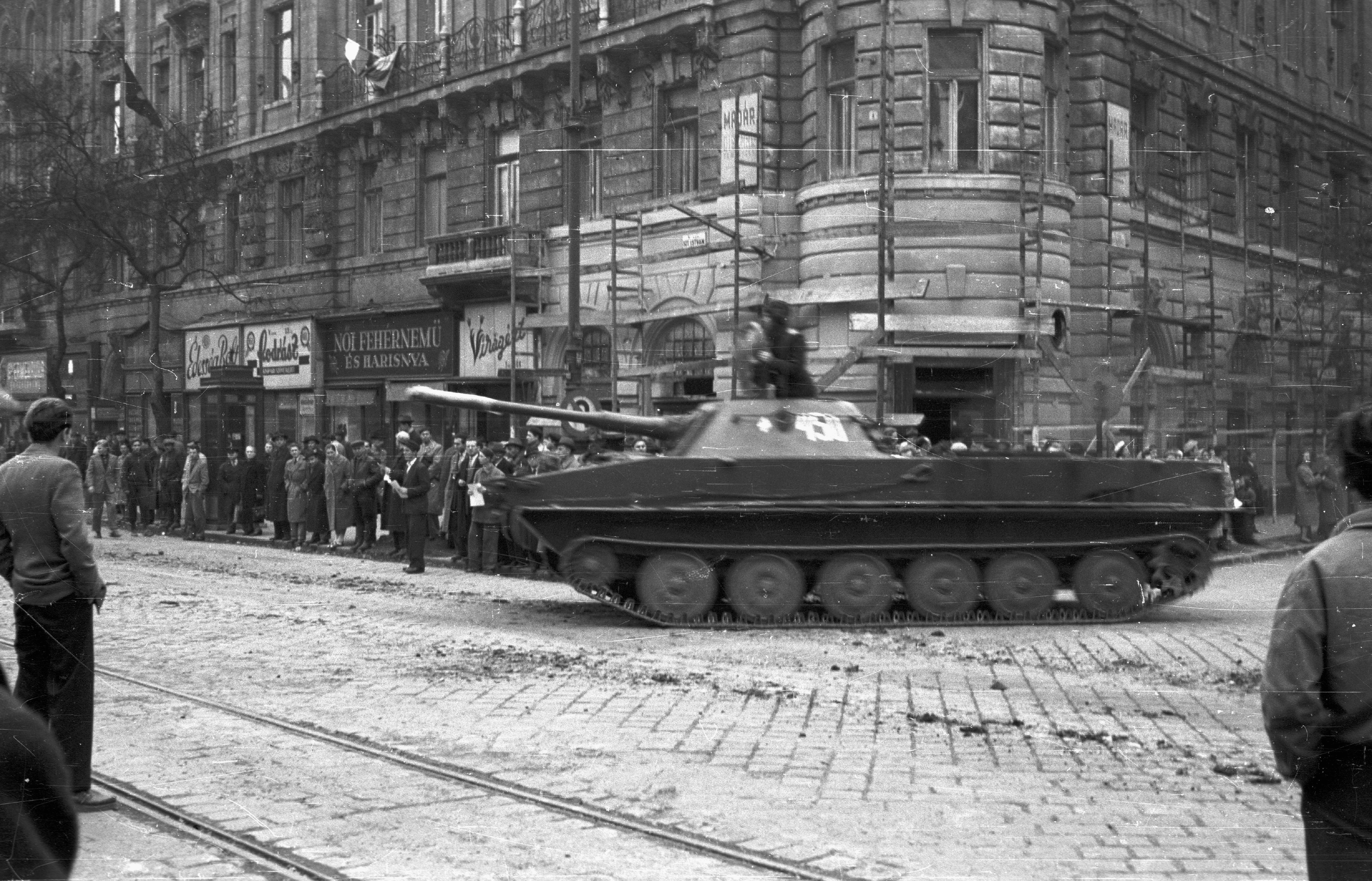
Szovjet PT–76-os úszó harckocsi a Nagykörúton 1956. október 31-én

Jelenleg (2020-ban) a Budai Várnegyedben, a Kapisztrán téren, a Hadtörténeti Múzeum mögötti szabad területen áll egy példány.